# Frederiksholmbroen
Frederiksholmbroen forbinder øerne Frederiksholm og Arsenaløen på Holmen i København. Broen er oplukkelig og sikrer sejlbåde og større motorbåde fra bl.a. Halvtolvs Bådlaug og Schifters Bådlaug adgang til Københavns Havn.